# Genaro Vuanello
Genaro Agustín Vuanello (San Rafael, Provincia de Mendoza, Argentina; 2 de febrero de 1992), es un futbolista argentino. Juega de delantero o volante y su equipo actual es Ilvamaddalena que disputa la Promozione de Italia.

## Trayectoria

### Gimnasia de Mendoza y Quilmes
En 2011, después de haber realizado parte de sus inferiores en el club de fútbol de la Universidad Nacional de Cuyo (UNCuyo), es fichado por Gimnasia y Esgrima de Mendoza, donde comenzó a dar sus primeros pasos como jugador profesional al disputar el Torneo Argentino B.
En enero de 2014, fue fichado por Quilmes para integrar el plantel de reserva/primera, además de darle la posibilidad al jugador de saltar tres categorías como son las que separan al Torneo Argentino B de la Primera División de Argentina. Su debut se produjo el 10 de marzo del corriente año, en la derrota como local de su equipo por 1:2 consumada en la fecha 7 del Torneo Final, donde a él le cometieron el penal que Caneo transformó en el único gol del Cervecero en dicho encuentro.

### Retorno a Gimnasia de Mendoza y Deportivo Maipú
En enero de 2015, tras no ser tenido en cuenta por Julio César Falcioni, rescidió su contrato con el Cervecero y regresó a Gimnasia y Esgrima de Mendoza esta vez para disputar la Primera B Nacional.
En 2016, tras no ser tenido en cuenta por Omar Labruna en Gimnasia de Mendoza, fichó por Deportivo Maipú para disputar el Torneo Federal A.

## Estadísticas
| Gimnasia (M) Argentina               | 4.ª           | 2011-12       | 2  | 0  | — | — | 2  | 0  | 0,00 |
| Gimnasia (M) Argentina               | 4.ª           | 2012-13       | 5  | 2  | 1 | 0 | 6  | 2  | 0,33 |
| Gimnasia (M) Argentina               | 4.ª           | 2013          | 7  | 5  | 2 | 1 | 9  | 6  | 0,67 |
| Gimnasia (M) Argentina               | Total club    | Total club    | 14 | 7  | 3 | 1 | 17 | 8  | 0,47 |
| Quilmes Argentina                    | 1.ª           | 2013-14       | 4  | 0  | — | — | 4  | 0  | 0,00 |
| Quilmes Argentina                    | 1.ª           | 2014          | 1  | 0  | 1 | 0 | 2  | 0  | 0,00 |
| Quilmes Argentina                    | Total club    | Total club    | 5  | 0  | 1 | 0 | 6  | 0  | 0,00 |
| Gimnasia (M) Argentina               | 2.ª           | 2015          | 11 | 0  | — | — | 11 | 0  | 0,00 |
| Gimnasia (M) Argentina               | Total club    | Total club    | 11 | 0  | 0 | 0 | 11 | 0  | 0,00 |
| Deportivo Maipú Argentina            | 3.ª           | 2016          | 12 | 2  | — | — | 12 | 2  | 0,17 |
| Deportivo Maipú Argentina            | 3.ª           | 2016-17       | 20 | 4  | — | — | 20 | 4  | 0,20 |
| Deportivo Maipú Argentina            | 3.ª           | 2017-18       | 27 | 4  | 4 | 1 | 31 | 5  | 0,16 |
| Deportivo Maipú Argentina            | Total club    | Total club    | 59 | 10 | 4 | 1 | 63 | 11 | 0,17 |
| Ilvamaddalena · Italia               | 6.ª           | 2018-19       | ?  | 11 | — | — | ?  | 11 | ?    |
| Ilvamaddalena · Italia               | Total club    | Total club    | ?  | 11 | 0 | 0 | ?  | 11 | ?    |
| Total carrera                        | Total carrera | Total carrera | 89 | 28 | 8 | 2 | 97 | 30 | 0,31 |
| (1) Incluye datos de Copa Argentina. |               |               |    |    |   |   |    |    |      |